# 萍顿·潘尼西曼
萍顿·潘尼西曼（1989年9月4日—），昵称慕谧，是出身于军士世家的泰国女歌手兼演员。 曾在泰国皇家陆军服役超过五年并音乐部担任军官，拥有女中尉军衔，也是人民民主改革委员会的艺人级重要人物。此外，她也是“Follow The Star”的联合创始人。代表作有《给天堂的答案》。